# Al-Bajahu
Al-Bajahu – miejscowość w Egipcie, w muhafazie Al-Minja, w dystrykcie Samalut. W 2006 roku liczyła 17 069 mieszkańców.